# Horsmonden
Horsmonden is een civil parish in het bestuurlijke gebied Tunbridge Wells, in het Engelse graafschap Kent.

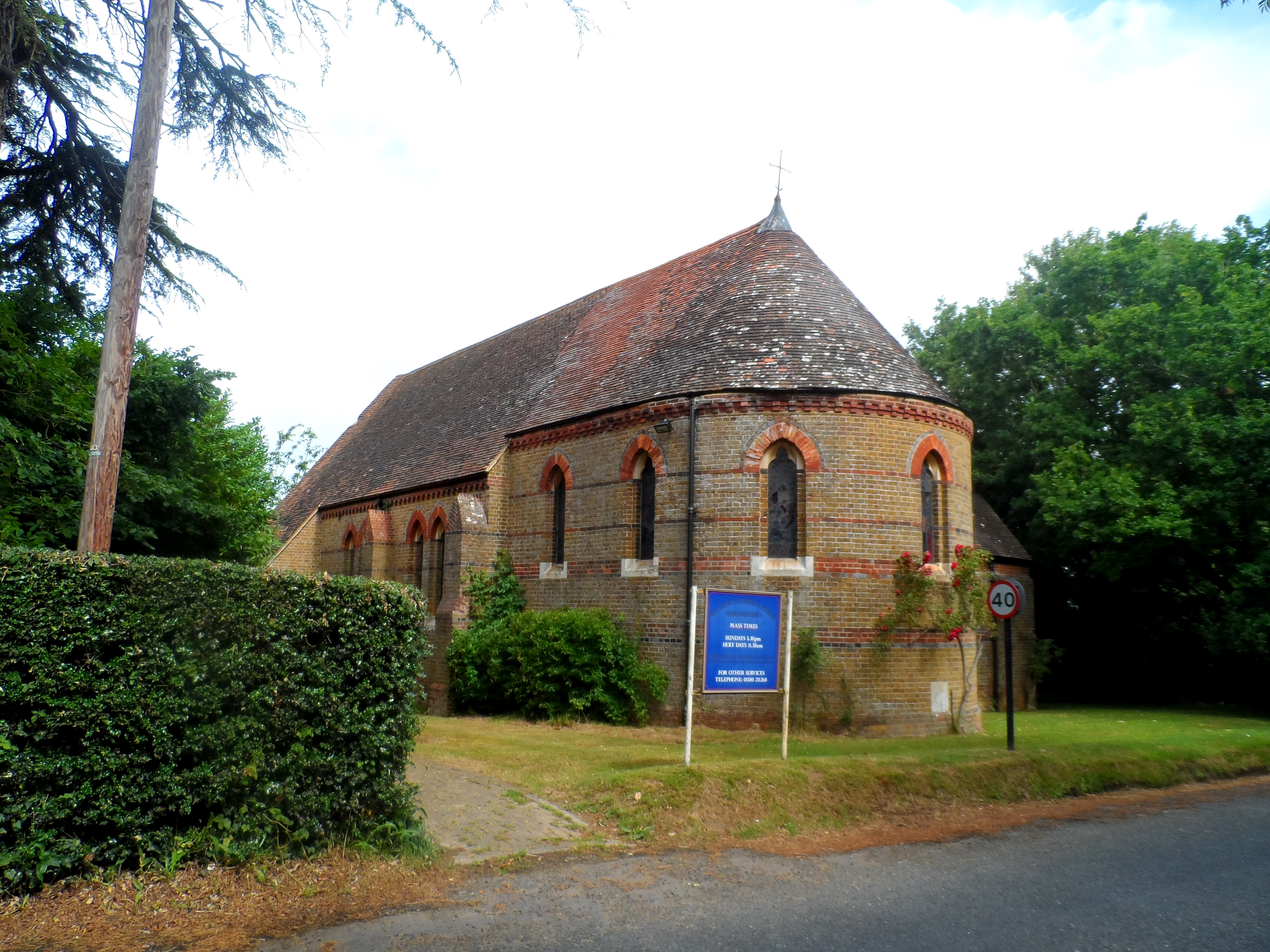
Kerk All Saints